# فقر الدم السوي الكريات
فقر الدم السوي الكرات (بالإنجليزية: Normocytic anemia)‏ هي مشكلة شائعة تحدث للرجال والنساءً عادة فوق سن 85 عام. ونسبة حدوثه ترتفع بارتفاع العمر. حتى تصل إلى 44% من الأشخاص الذين يبلغ عمرهم فوق 85 عاماً. فقر الدم السوي الكرات هو أكثر أنواع فقر الدم مصادفة.

## التصنيف
فقر الدم السوي الكرات كما يشير اسمه هو فقر في الدم لكن مع كريات دم حمراء ذات حجم طبيعي وليست صغيرة. وطبياً تعتبر الحالة فقر دم سوي الكرات إذا كان الحجم الكروي الوسطي مابين 80 - 100

## الأسباب
قد تحدث هذه المشكلة للعديد من الأسباب ومنها:
- نقص إنتاج خلايا الدم الحمراء (مثل:- فقر الدم بسبب الأمراض المزمنة، فقر الدم اللاتنسجي).
- زيادة إنتاج خلايا دم حمراء غير طبيعية تحتوي نوع آخر من الهيموغلوبين يعرف اختصاراً بـHbS ويظهر في مرضى فقر الدم المنجلي.
- زيادة تكسير كريات الدم الحمراء أو فقدان الدم عبر النزيف أو غيرها.
- زيادة في حجم البلازما لم يتم تعويضها من نخاع العظم وعادة ماتحصل لدى الحوامل أو في حالة زيادة السوائل بالجسم.
- نقص فيتامين بي2.[2]
- نقص فيتامين بي6.[2]
- أو في حالة ممزوجة بين فقر الدم صغير الكريات وفقر الدم كبير الكريات.[1]